# Rumänischer Fußball-Ligapokal
Die Cupa Ligii (deutsch „Ligapokal“) war ein nationaler Pokalwettbewerb, an dem nur rumänischen Fußball-Erstligisten teilnahmen. Er wurde im Sommer 1998 eingeführt und bis 2017 insgesamt fünf Mal ausgetragen. Rekordsieger ist Steaua Bukarest mit zwei gewonnenen Titeln.

## Die Endspiele im Überblick
| Jahr          | Spielort                      | Sieger          | Ergebnis              | Finalist             |
| ------------- | ----------------------------- | --------------- | --------------------- | -------------------- |
| 28. Mai 1998  | Stadionul Rocar, Bukarest     | FCM Bacău       | 3:2 n. V.             | Universitatea Cluj   |
| 1. Juni 2000  | Stadionul Cotroceni, Bukarest | Gloria Bistrița | 3:1 i. E. (2:2 n. V.) | FCM Bacău            |
| 20. Mai 2015  | Arena Națională, Bukarest     | Steaua Bukarest | 3:0                   | Pandurii Târgu Jiu   |
| 17. Juli 2016 | Arena Națională, Bukarest     | Steaua Bukarest | 2:1 n. V.             | CS Concordia Chiajna |
| 20. Mai 2017  | Arena Națională, Bukarest     | Dinamo Bukarest | 2:0                   | ACS Poli Timișoara   |

### Rangliste der Sieger
| Rang | Verein          | Siege | Jahr(e)    |
| ---- | --------------- | ----- | ---------- |
| 1    | Steaua Bukarest | 2     | 2015, 2016 |
| 2    | FCM Bacău       | 1     | 1998       |
| 2    | Gloria Bistrița | 1     | 2000       |
| 2    | Dinamo Bukarest | 1     | 2017       |